# Motonautica ai Giochi della IV Olimpiade
Ai Giochi Olimpici di Londra 1908 furono disputate tre gare di motonautica, chiamate "water motorsport", "motor boats"  e "power boating".
In tutte e tre le gare i concorrenti dovevano percorrere cinque giri di un tracciato lungo 8 miglia nautiche per un totale di 70 chilometri. In ogni evento una sola imbarcazione è riuscita a raggiungere il traguardo a causa del forte vento. Le gare si sono disputate tra il 28 e 29 agosto 1908.

## Podi
| Evento                   | Oro     | Argento       | Bronzo        |
| Classe A — Open          | Camille | Non assegnato | Non assegnato |
| Classe B — Meno 60 piedi | Gyrinus | Non assegnato | Non assegnato |
| Classe C — 6.5 – 8 metri | Gyrinus | Non assegnato | Non assegnato |

## Medagliere
| Pos. | Nazione     | Oro | Argento | Bronzo | Totale |
| ---- | ----------- | --- | ------- | ------ | ------ |
| 1    | Regno Unito | 2   | 0       | 0      | 2      |
| 2    | Francia     | 1   | 0       | 0      | 1      |

## Equipaggi

### Francia

#### Camille
- Emile Thubron[4]

### Gran Bretagna

#### Dylan
- Thomas Scott-Ellis
- A. G. Fentiman

#### Gyrinus
- Isaac Thomas Thornycroft
- Bernard Redwood
- John Field-Richards

#### Quicksilver
- John Marshall Gorham[5]

#### Sea Dog
- Warwick Wright
- Thomas Weston

#### Wolseley-Siddely
- Hugh Grosvenor
- George Clowes
- Joseph Frederick Laycock (solo prima gara)
- G. H. Atkinson (solo seconda gara)